# Park Narodowy Lake Butig
Park Narodowy Lake Butig – znajdujący się na Filipinach park narodowy, położony w prowincji Lanao del Sur, w gminie Butig. Park zajmuje powierzchnię 68 hektarów i obejmuje jezioro Butig i okalające je lasy. Został powołany 4 maja 1965 roku ustawą „Republic Act no. 4190”, którą wprowadził w życie „Executive order no. 42”.

## Topografia i uwarunkowania
Park znajduje się na wysokości 500 metrów n.p.m. Las parku jest domem dla czterech rodzin ptaków: dzioborożców, papugowatych, dzięciołowatych i kaczkowatych, a faunę uzupełniają także filipińskie małpy, jelenie i dzikie świnie. Do okolicznych atrakcji przyrodniczych należą między innymi rzeka Malaig czy wulkan Makaturing.